# Agios Ilias (Lefkada)
Agios Ilias  este un oraș în Grecia în prefectura Lefkada.